# Zhao
Zhao léase Zháo (en chino simplificado, 赵县; pinyin, Zhào xiàn) es un condado bajo la administración directa de la ciudad-prefectura de Shijiazhuang. Se ubica en la provincia de Hebei, este de la República Popular China. Su área es de 714 km² y su población total para 2010 fue más de 500 mil habitantes.

## Administración
El condado de Zhao se divide en 11 pueblos que se administran en 7 poblados y 4 villas.